# پلند (مینه‌سوتا)
پلند (به انگلیسی: Pelland) یک منطقهٔ مسکونی در ایالات متحده آمریکا است که در Koochiching County واقع شده‌است. پلند ۳۳۹٫۸۶ متر بالاتر از سطح دریا واقع شده‌است.